# Belgische Botschaft in Berlin

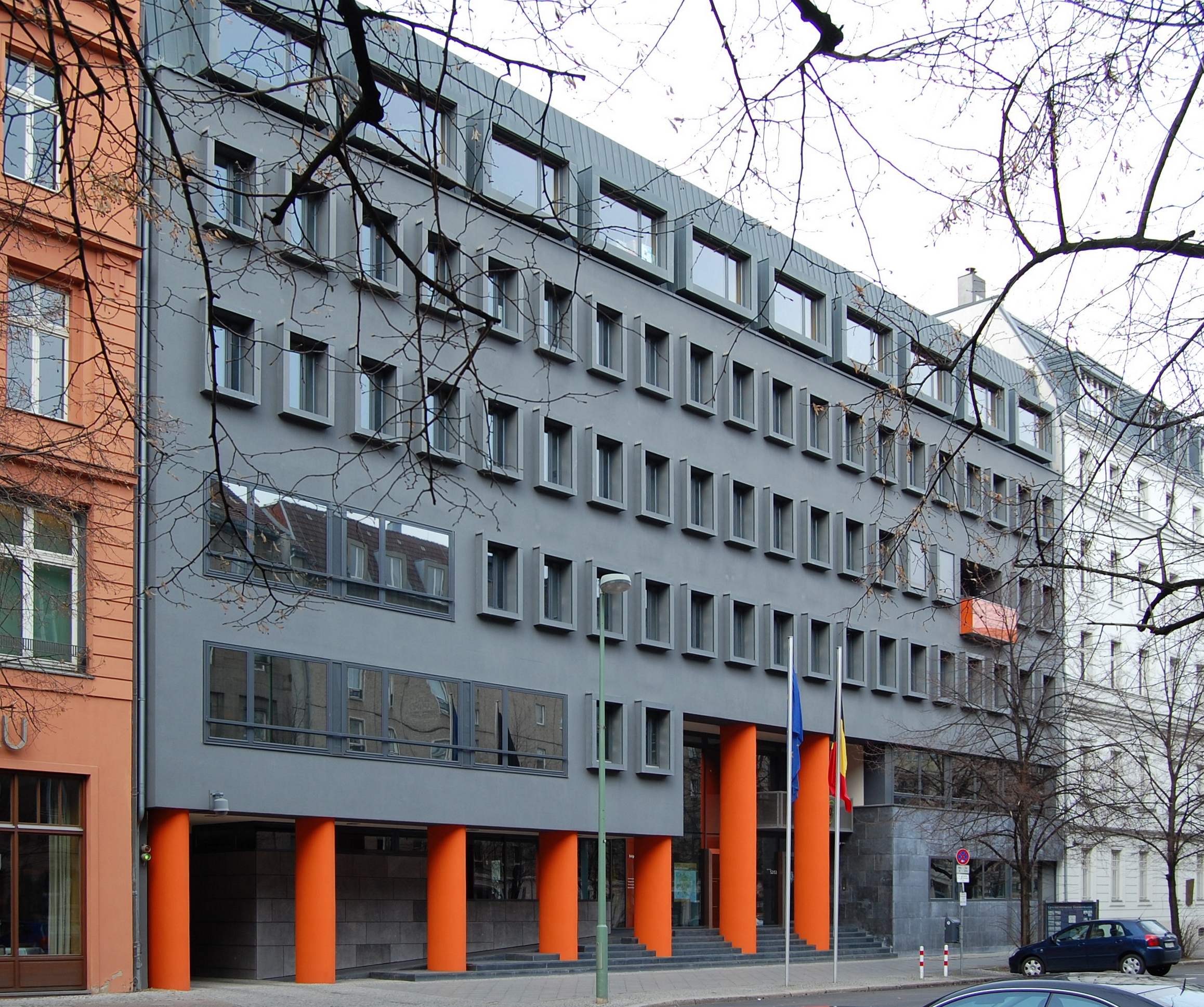
Belgische Botschaft in der Jägerstraße in Berlin-Mitte

Die Belgische Botschaft in Berlin ist die diplomatische Vertretung Belgiens in Deutschland. Sie befindet sich in der Jägerstraße im Berliner Ortsteil Mitte des gleichnamigen Bezirks und ist das einzige Botschaftsgebäude, das in einem ehemaligen staatlichen Gebäude der DDR untergebracht ist. Vor der deutschen Wiedervereinigung gab es diese Botschaft noch nicht.

## Geschichte der diplomatischen Beziehungen
Die frühesten diplomatischen Beziehungen zwischen Belgien und Preußen reichen bis in das frühe 19. Jahrhundert zurück und wurden nur während der Weltkriege unterbrochen. Nach dem Zweiten Weltkrieg unterhielt Belgien eine Militärmission in Berlin für den Zeitraum von 1946 bis 1951. Danach nahm die belgische Regierung die diplomatischen Beziehungen mit der Bundesrepublik Deutschland nach 1951 durch die belgische Botschaft in Bonn erneut auf und die Militärmission wurde in das Generalkonsulat Belgiens in West-Berlin umgewandelt. Im Jahr 1973 erfolgte die diplomatische Anerkennung der DDR sowie die Eröffnung der Belgischen Botschaft in der Esplanade 13 in Berlin-Pankow. Nach der deutschen Wiedervereinigung entschied sich die belgische Regierung 1993 angesichts des bevorstehenden Regierungsumzugs von Bonn nach Berlin für eine Verlegung der Botschaft nach Berlin.
Die Konsularabteilung ist zuständig für alle deutschen Bundesländer. Bis 2015 war für die Länder Nordrhein-Westfalen, Rheinland-Pfalz und Saarland das belgische Konsulat in Köln zuständig.

## Geschichte des Gebäudes in der Jägerstraße
Der belgische Staat hatte das Grundstück Jägerstraße 53 bereits 1913 erworben und für eine Repräsentanz genutzt. Auf diesem befand sich das Wohnhaus von Ernst Mendelssohn-Bartholdy, das zwischen 1883 und 1884 nach Plänen der Architekten Victor von Wielzen, Heino Schmieden und Rudolf Speer erbaut wurde. Im Jahr 1938 wurde auch das Nachbargrundstück Jägerstraße 52 mit dem Wohn- und Geschäftshaus der Bank Mendelssohn & Co. erworben, das 1873 bis 1874 von Martin Gropius und Heino Schmieden erbaut wurde.
Im Zweiten Weltkrieg wurden beide Gebäude zerstört und die Grundstücke blieben bis zur staatlichen Enteignung 1966 ungenutzt. In diesem Jahr wurde durch die DDR-Regierung auf der Freifläche der Otto-Nuschke-Straße ein fünfgeschossiger Plattenbau für das Ministerium für Staatssicherheit gebaut und bis zur deutschen Wiedervereinigung von jenem genutzt. Nach 1990 nutzte die Berliner Senatsverwaltung das Gebäude als Gesundheitsamt des Bezirks Mitte, das hier bis 1998 seinen Sitz hatte. Die belgische Regierung bekundete 1993 mit dem Umzug der deutschen Regierung nach Berlin das Interesse, die beiden Grundstücke erneut zu kaufen und unterschrieb bereits im gleichen Jahr die Kaufverträge. Mit dem Auszug des Gesundheitsamts wurde ein Architekturwettbewerb für den Umbau des Gebäudes mit Erhalt der Plattenbausubstanz ausgeschrieben, den das Berliner Architektenbüro Rüthnick Architekten unter Leitung von Elisabeth Rüthnick für sich entschied. Der Umbau erfolgte in den Jahren 2000 bis 2001 und kostete etwa 7,5 Millionen Euro, die Gartengestaltung übernahm Benoît Fondu.

## Architektur

### Gebäudearchitektur

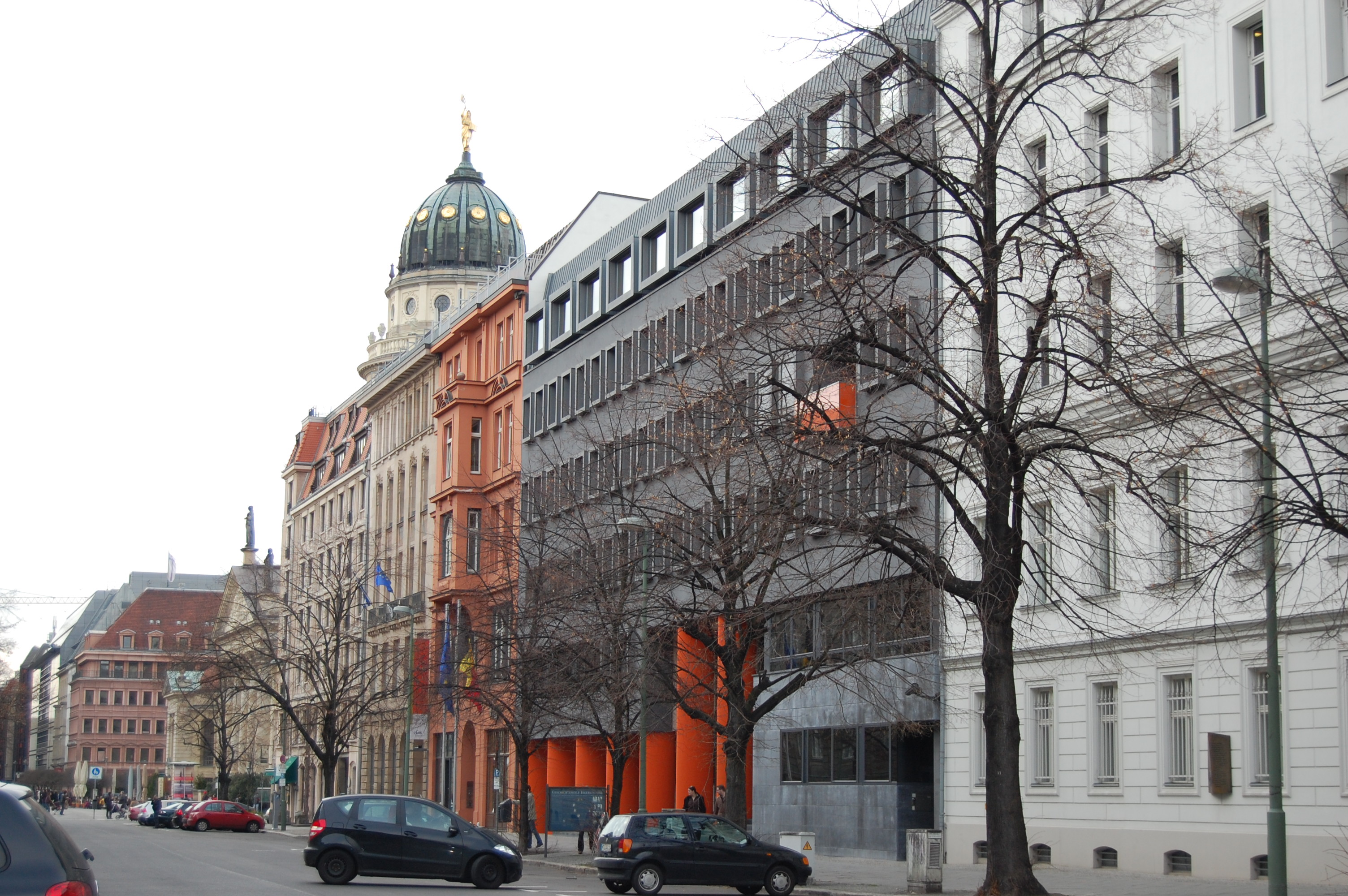
Belgische Botschaft in der Jägerstraße, Berlin

Für das Botschaftsgebäude wurde die Stahlbetonkonstruktion des Bauskeletts übernommen und durch Aufbrüche und kleinere Umgestaltungen dem neuen Gebäudekonzept angepasst. Die Fassade erhielt zur Straßenseite einen anthrazitfarbenen Putz mit Fenstern, die in hellgrauen und hervorstehenden Rahmenelementen eingesetzt sind. Die Fensterreihen sind der Plattenbauweise nachempfunden und zeigen zugleich die räumliche Aufteilung der Innenräume des Gebäudes. Dabei ist vor allem der Bereich des Konferenzraumes von außen durch breitere Fensterreihen erkennbar und die Hausmeisterwohnung im dritten Obergeschoss erhielt einen Balkon. Die Fensterreihe des neu errichteten Mansarddaches besteht aus breiten zweiachsigen Fenstern. Besonders auffällig gestaltet wurde das Erdgeschoss mit dem Eingangsbereich; hier ist die Fassade vollständig aufgebrochen und hinter einer doppelreihigen und zum Eingang bis in das zweite Geschoss ragende Reihe aus kräftig orangefarbenen Säulen zurückgesetzt. Er ist erreichbar über eine Treppe sowie eine Rampe für Rollstuhlfahrer. Durch die doppelgeschossige Glasfront im Eingangsbereich wird ein direkter Blick in den Garten hinter dem Gebäude ermöglicht.

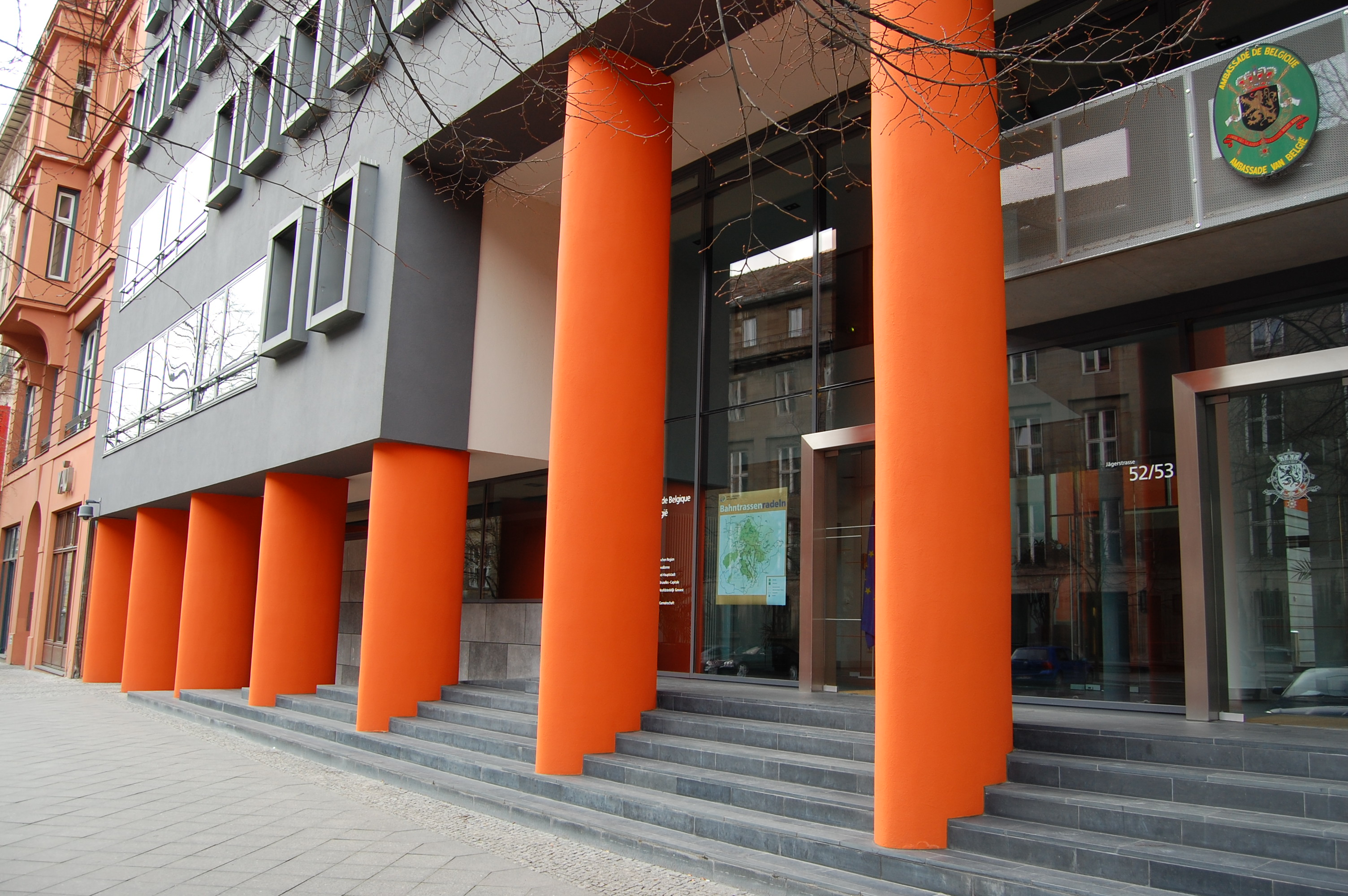
Die orangefarbenen Säulen betonen das Gebäude

Auf der Hofseite ist das Gebäude heller und auch offener gestaltet. Der Fassadenputz ist hier champagnerfarben und die Fensteranordnung weniger streng gehalten. Dabei stellen die beiden untersten Geschosse eine durchgehende Glasfront bis zum Veranstaltungssaal dar. Im Konsularbereich des Gebäudes liegen übereinander drei sechsachsige Glasflächen, die vom Dach abgeschlossen werden. Auf der anderen Seite befindet sich im ersten und zweiten Geschoss eine große, fast quadratische Glasfront, hinter der sich der Konferenzraum befindet.
Im Garten des Grundstücks entstand als Neubau ein Veranstaltungssaal für etwa 100 Besucher mit konischer Grundfläche und Verbindungsgang zum Hauptgebäude. Das Gebäude ist wie die Säulen im Eingangsbereich sowie einige kleinere Aspekte am Gebäude in einem hellen Orangeton gehalten. Es besitzt eine Glasfront mit schmaler Terrasse an der Ostseite, die sich zum Gartenbereich öffnet, das Dach des kleinen Gebäudes ist begrünt. Außerdem wurde unter dem Hof eine Tiefgarage mit einer 300 m² großen Parkfläche für 13 Fahrzeuge mit einer Zufahrt durch das Erdgeschoss des Gebäudes angelegt.

### Innenraumgestaltung und funktionelle Gliederung
Die Innenraumgestaltung ist vor allem durch die unterschiedlichen funktionalen Bereiche geprägt und über zwei Treppenhäuser und einen Aufzug erreichbar. Das Erdgeschoss und die darüberliegende Etage werden durch das große Foyer des Gebäudes geprägt, das sich von der Straßenseite bis zum Hof erstreckt. Ein Steg im ersten Obergeschoss überspannt diesen Bereich und endet in einer Empore, die den Überblick über den Eingangsbereich ermöglicht. In der Glasfront zum Hof führt ein Gang zum Versammlungsraum. Im Gebäudebereich rechts vom Eingang sind die Räume des belgischen Konsulats untergebracht, der linke Gebäudeteil beherbergt die Botschaftsräume. Dabei befindet sich der doppelgeschossige Konferenzraum im ersten und zweiten Obergeschoss. In diesen ragt im zweiten Geschoss das Botschafterbüro mit einer verglasten Wand hinein. Im dritten Obergeschoss sind zum einen die Presse- und Informationsabteilung und zum anderen die Wohnung des Hausmeisters untergebracht. Das vierte und fünfte Obergeschoss beherbergt die Büros der belgischen Länder- und Regionalvertretungen, wobei zur Straße die Bürogebäude und zum Innenhof großzügiger gestaltete Empfangsbereiche eingerichtet wurden. So befinden sich hier die Vertretungen der flämischen Regierung, der französischen und deutschsprachigen Gemeinschaften, der Wallonischen Region sowie der Region Brüssel-Hauptstadt.

### Innenausstattung
Die Grundgestaltung der Büros ist identisch und wird regional durch die Innenausstattung betont: Für die allgemeinen Aufenthalts- und Repräsentanzräume wurde ein Mobiliarkonzept durch das Planungsbüro AMS Interieur Design entwickelt. Über das Büromobiliar sowie die Auswahl von Kunstwerken und anderen Accessoires sind die Räume entsprechend ihrer Nutzung gestaltet. Zentrale Kunstwerke wurden zudem im Foyer und den Besucherbereichen eingesetzt. So befindet sich bereits im Eingangsbereich das Werk Essential Shadows von Thierry Renard, eine mehrteilige Glasschiene von 4,2 m × 3,6 m Größe, in die drei handschriftliche Auszüge der Verfassung in den drei amtlichen Sprachen Belgiens eingraviert sind und die erst durch den Schattenwurf auf der dahinter liegenden Wand sichtbar werden. Ebenfalls von Renard stammt die 2,6 m × 2 m große Milchglasscheibe namens To keep them from falling an der gegenüberliegenden Wand, die das Foyer von der Konsularabteilung trennt. Sie ist von einem dreifarbigen Band in den Farben schwarz, gelb und rot umwickelt, die die Beständigkeit im Land symbolisieren und zugleich an alte offizielle Dokumente und Urkunden erinnern soll.
Ebenfalls im Foyer befindet sich als historisches Dokument das Messingschild des im Zweiten Weltkrieg zerstörten alten Botschaftsgebäudes mit Einschusslöchern aus dem Krieg. Dies wurde von den DDR-Behörden nach dem Krieg sichergestellt und dem Sohn des letzten belgischen Botschafters nach der Wiederaufnahme der diplomatischen Beziehungen geschenkt. Dieser übergab es bei der Eröffnung des neuen Botschaftsgebäudes an die heute Repräsentanz.
Die Schachtwand des Aufzugs wurde von dem Künstler Jean François Octave mit 16 ausgeschnittenen, farbigen Bildern gestaltet, die der Betrachter erst bei Nutzung des Aufzugs vom Keller bis in die fünfte Etage betrachten kann. Es handelt sich dabei um typische belgische Gegenstände und Personen, darunter etwa das Atomium als Wahrzeichen Brüssels, ein Bierglas, den Sänger Jacques Brel und den Schriftsteller Georges Simenon.
Der große Sitzungssaal enthält unter anderem Karten aus Brüssel während der Frühen Neuzeit sowie ein Porträtgemälde des ersten Königs von Belgien, Leopold I. Außerdem befindet sich neben dem in den Raum ragenden Botschafterbüro ein großer Wandteppich aus dem späten 16. Jahrhundert. Auch der offizielle Speiseraum sowie die Büros der Vertretungen und des Botschafters sind mit unterschiedlichen Kunstwerken ausgestattet.